# Pollença
Pollença är en kommun i Spanien. Den ligger i den autonoma regionen Balearerna i östra delen av landet. Antalet invånare är 17 594 (2024). Arean är 151,65 kvadratkilometer. Pollença ligger på ön Mallorca. Pollença gränsar till Alcúdia, Sa Pobla, Campanet och Escorca. 